# Phragmatopoma californica
Espèce
Phragmatopoma californica est une espèce de vers marins polychètes de la famille des Sabellariidae.

## Taxonomie
Le nom valide complet (avec auteur) de ce taxon est Phragmatopoma californica (Fewkes, 1889).  
L'espèce a été initialement classée dans le genre Sabellaria sous le protonyme Sabellaria californica Fewkes, 1889,
Phragmatopoma californica a pour synonymes :
- Phragmatopoma lapidosa californica (Fewkes, 1889)
- Sabellaria californica Fewkes, 1889

### Étymologie
Son épithète spécifique, californica, fait référence à sa localité type, « Punta del Castillo » qui correspondrait à l'actuel Fort Point en Californie.

### Publication originale
- (en) J. Walter Fewkes, « New invertebrata from the coast of California », Bulletin of the Essex Institute, Salem (Massachusetts), vol. 21, nos 7,8,9,‎ 1889, p. 99-146 (ISSN 0732-4952, lire en ligne, consulté le 22 août 2024).